# Mico manicorensis
Mico manicorensis és una espècie de primat de la família dels cal·litríquids que viu al Brasil. El seu nom prové del riu Manicoré, un afluent de l'Amazones, ja que l'espècie fou descoberta allà, a uns 300 km al sud de Manaus.
Fa uns 50 cm de llargada, més de la meitat dels quals pertanyen a la cua, i pesa uns 340 grams. El pelatge és de color blanc amb tons platejats a l'esquena, de color gris al cap i al coll, la cua és de color negre i el ventre és grogós-ataronjat. La cara i les orelles no tenen pèl i són rosa.